# Richard Byrd (Leichtathlet)
Richard Byrd (Richard Leslie „Dick“ Byrd; * 16. Mai 1892 in Shiloh, Boundary County, Idaho; † 20. Juni 1958) war ein US-amerikanischer Leichtathlet.
Beim Diskuswurf der Olympischen Sommerspiele 1912 in Stockholm gewann er Silber. Er schlug mit einer Weite von 42,32 m seinen Landsmann James Duncan (42,28 m), der kurz zuvor mit 47,58 m einen Weltrekord aufgestellt hatte, blieb aber fast drei Meter hinter dem siegreichen Finnen Armas Taipale (45,21 m). Im Standhochsprung wurde Byrd Vierter, im Standweitsprung Achter, und im beidhändigen Diskuswurf kam er auf den 17. Platz.
1919 gewann er Silber im Diskuswurf der Inter-Allied Games.